# Sermo
Sermo war ein antiker römischer Unternehmer der frühen Kaiserzeit, der in Benevent tätig war.
Sermo ist nur noch von einer Grabinschrift bekannt. Nach der Inschrift war er ein vascularius, ein Gefäßhersteller, wahrscheinlich ein Produzent von Metallgefäßen (möglicherweise ein Toreut, also Metallbearbeiter). Ob er Besitzer der Werkstatt war oder selbst aktiv bei der Arbeit mitwirkte, ist ebenfalls nicht sicher zu sagen. Damit ist er einer von nur knapp über 30 inschriftlich-namentlich belegten antiken Toreuten. Ihm zuweisbare Werke sind nicht überliefert. Die (aufgelöste) Inschrift lautet:

## Einzelbelege
1. ↑  CIL 9, 1720
2. ↑  abgesehen von Signaturstempeln auf toreutischen Erzeugnissen

| Personendaten    | Personendaten                              |
| ---------------- | ------------------------------------------ |
| NAME             | Sermo                                      |
| KURZBESCHREIBUNG | antiker römischer Toreut oder Händler      |
| GEBURTSDATUM     | 1. Jahrhundert v. Chr. oder 1. Jahrhundert |
| STERBEDATUM      | 1. Jahrhundert oder 2. Jahrhundert         |